# Saint-Ursin
Pour les articles homonymes, voir Saint Ursin.
Saint-Ursin est une ancienne commune française du département de la Manche et de la région Normandie, associée à Saint-Jean-des-Champs depuis le 1er janvier 1973.

## Géographie
Saint-Ursin est une commune située au sud-est du territoire de Saint-Jean-des-Champs.

## Toponymie
Le nom de la localité est attesté sous les formes terra Sancti Ursini en 1165, Saint Ourcin en 1349.
Cet hagiotoponyme est peut-être le nom d'un évêque de Coutances, mais cette hypothèse peut être due à une confusion avec un évêque de Constance, Ursinus (de). Dans ce cas, Ursin de Bourges serait la dédicace plus probable de cette paroisse.

## Histoire
En 1973, Saint-Jean-des-Champs (545 habitants en 1968) absorbe Saint-Léger (83 habitants) et Saint-Ursin (145 habitants),,, qui ont gardé le statut de communes associées.

## Administration
| Période                                                                                    | Période | Identité                         | Étiquette | Qualité |
| ------------------------------------------------------------------------------------------ | ------- | -------------------------------- | --------- | ------- |
| …1792                                                                                      | 1794…   | Bernard Le Tourneur              |           |         |
| …1796                                                                                      | 1797    | Jean Coquet                      |           |         |
| 1797                                                                                       | 1798    | François Chenu                   |           |         |
| 1798                                                                                       | 1799    | Jean Coquet                      |           |         |
| 1799                                                                                       | 1800    | Jean Moreaux                     |           |         |
| 1800                                                                                       | 1830    | César de Labroise de Saint-Léger |           |         |
| 1830                                                                                       | 1831    | François Chenu-Girardière        |           |         |
| 1832                                                                                       | 1853    | François Leguerrier              |           |         |
| 1853                                                                                       | 1858    | Casimir Félicité Letourneur      |           |         |
| 1858                                                                                       | 1871    | François Rieu                    |           |         |
| 1871                                                                                       | 1879    | Albéric de Mary de Longueville   |           |         |
| 1879                                                                                       | 1902    | Ferdinand Rieu                   |           |         |
| 1902                                                                                       | 1925    | Louis Doucin                     |           |         |
| 1925                                                                                       | 1930    | François Lebourgeois             |           |         |
| 1930                                                                                       | 1953    | Louis Servot                     |           |         |
| 1953                                                                                       | 1973    | Marcel Gautier                   |           |         |
| Une partie des données est issue d'une liste établie par Jean Pouëssel et Michel Lerbourg. |         |                                  |           |         |

| Période  | Période  | Identité        | Étiquette | Qualité          |
| -------- | -------- | --------------- | --------- | ---------------- |
| 1974     | 1977     | Ludovic Servot  |           |                  |
| 1977     | mai 2020 | Michel Lerbourg | SE        |                  |
| mai 2020 | En cours | Nicolas Servot  |           | Maréchal-ferrant |

## Démographie
| 1793 | 1800 | 1806 | 1821 | 1831 | 1836 | 1841 |
| ---- | ---- | ---- | ---- | ---- | ---- | ---- |
| 430  | 378  | 449  | 462  | 453  | 467  | 464  |

| 1846 | 1851 | 1856 | 1861 | 1866 | 1872 | 1876 |
| ---- | ---- | ---- | ---- | ---- | ---- | ---- |
| 420  | 414  | 397  | 395  | 404  | 364  | 324  |

| 1881 | 1886 | 1891 | 1896 | 1901 | 1906 | 1911 |
| ---- | ---- | ---- | ---- | ---- | ---- | ---- |
| 301  | 277  | 246  | 224  | 194  | 182  | 194  |

| 1921 | 1926 | 1931 | 1936 | 1946 | 1954 | 1962 |
| ---- | ---- | ---- | ---- | ---- | ---- | ---- |
| 211  | 212  | 201  | 189  | 189  | 198  | 181  |

| 1968 | 1975 | 1982 | 1990 | 1999 | 2006 | 2011 |
| ---- | ---- | ---- | ---- | ---- | ---- | ---- |
| 145  | …    | …    | …    | …    | 130  | 151  |

| 2016 | 2021 | 2022 | - | - | - | - |
| ---- | ---- | ---- | - | - | - | - |
| 179  | 174  | 177  | - | - | - | - |

## Lieux et monuments
- Église Saint-Ursin des XIIe, XVIIe – XIXe siècles avec un porche roman du XIIe siècle. Près de celui-ci, un if réputé millénaire est labellisé arbre remarquable[12].

L'édifice abrite un retable tabernacle et tableau du baptême de saint Augustin par saint Ambroise du XVIIe classés au titre objet aux monuments historiques, des fonts baptismaux du XVIe, un portail des XVIIIe-XXe, les statues de saint Clair, saint Étienne, saint Sébastien et Vierge à l'Enfant, saint Ursin et sainte Jeanne d'Arc et saint Michel des XIXe-XXe, une verrière des XIXe et XXe dont un vitrail avec les portraits de poilus morts au combat et un autre œuvre de Christine Cocar, maître-verrier de Granville.
- Croix de cimetière du XVIIe siècle.
- Logis de la Sanguinière du début du XIXe siècle et restauré à la fin du XXe siècle, bâti à l'emplacement de l'ancien manoir du fief de Saint-Ursin. C'est au manoir que décéda, sans postérité, Jean-Eustache Le Mercier de Cantilly (v. 1650-1733), seigneur de Granville, Saint-Ursin, Saint-Léger et Mesnildrey et son épouse Françoise de Saint-Ouen (1661-1739), et qui furent inhumés dans l'église de Saint-Ursin[2].

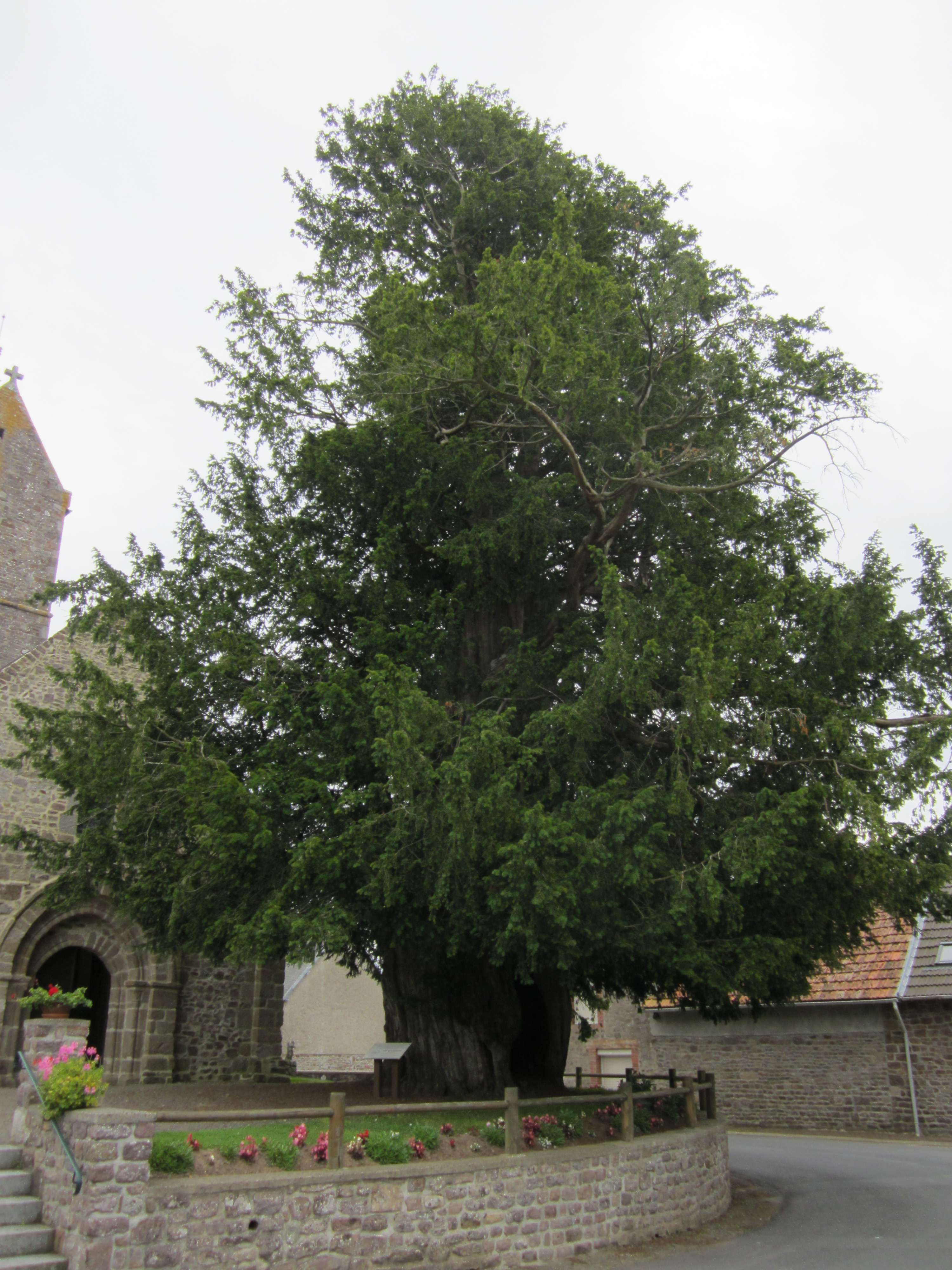
If millénaire et portail XIIe siècle.
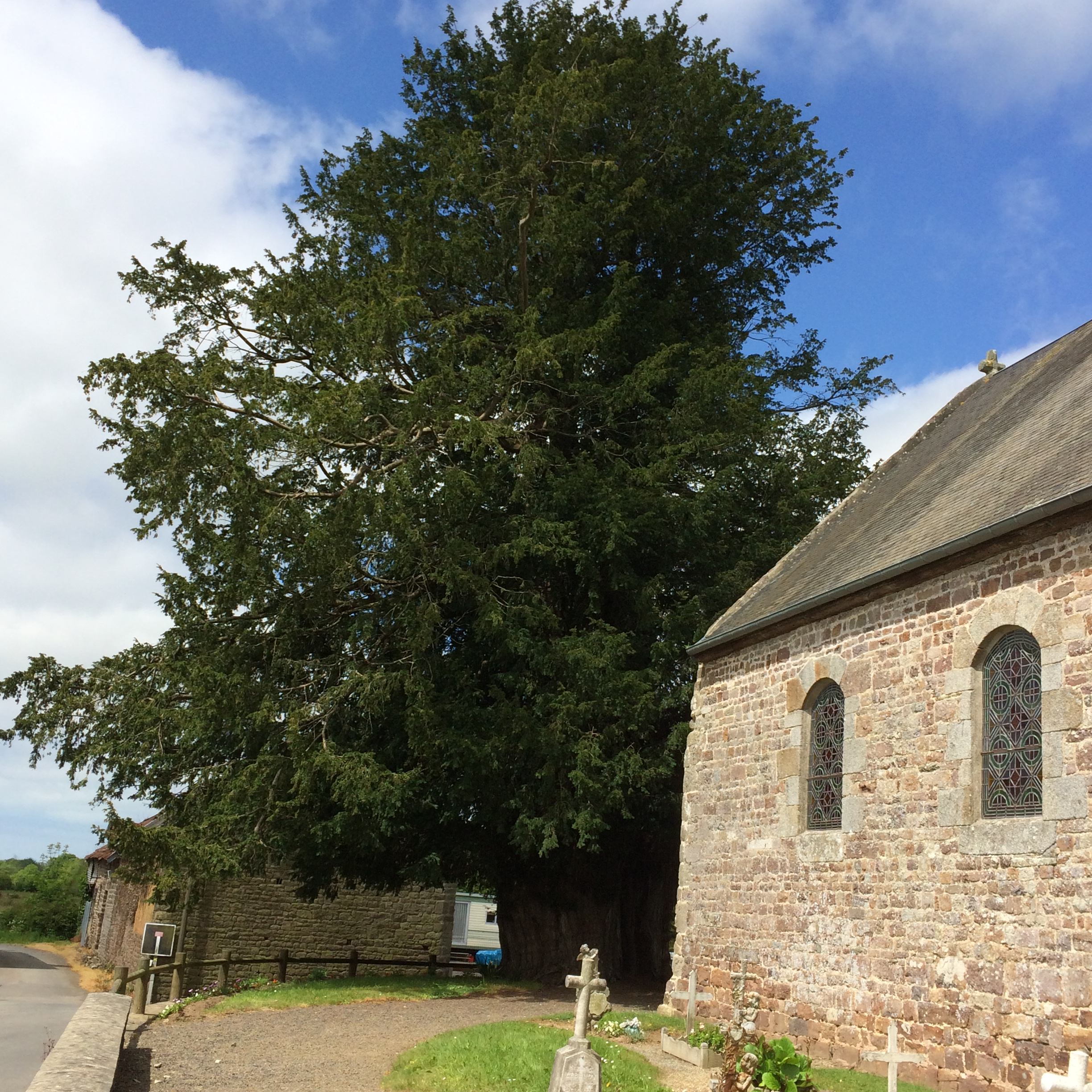
If millénaire et bas-côté sud de l'église.
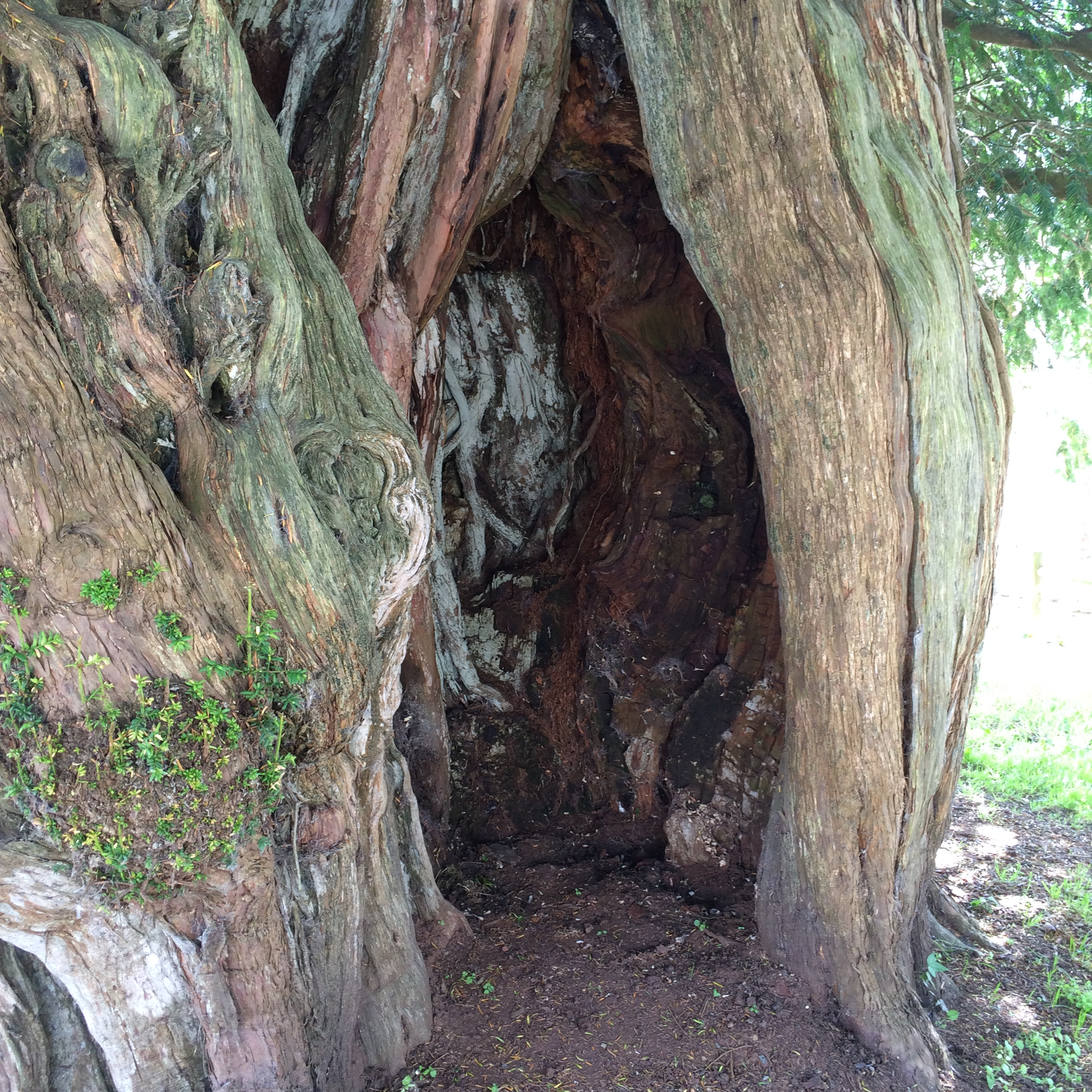
Creux de l'if.

## Activité et manifestations

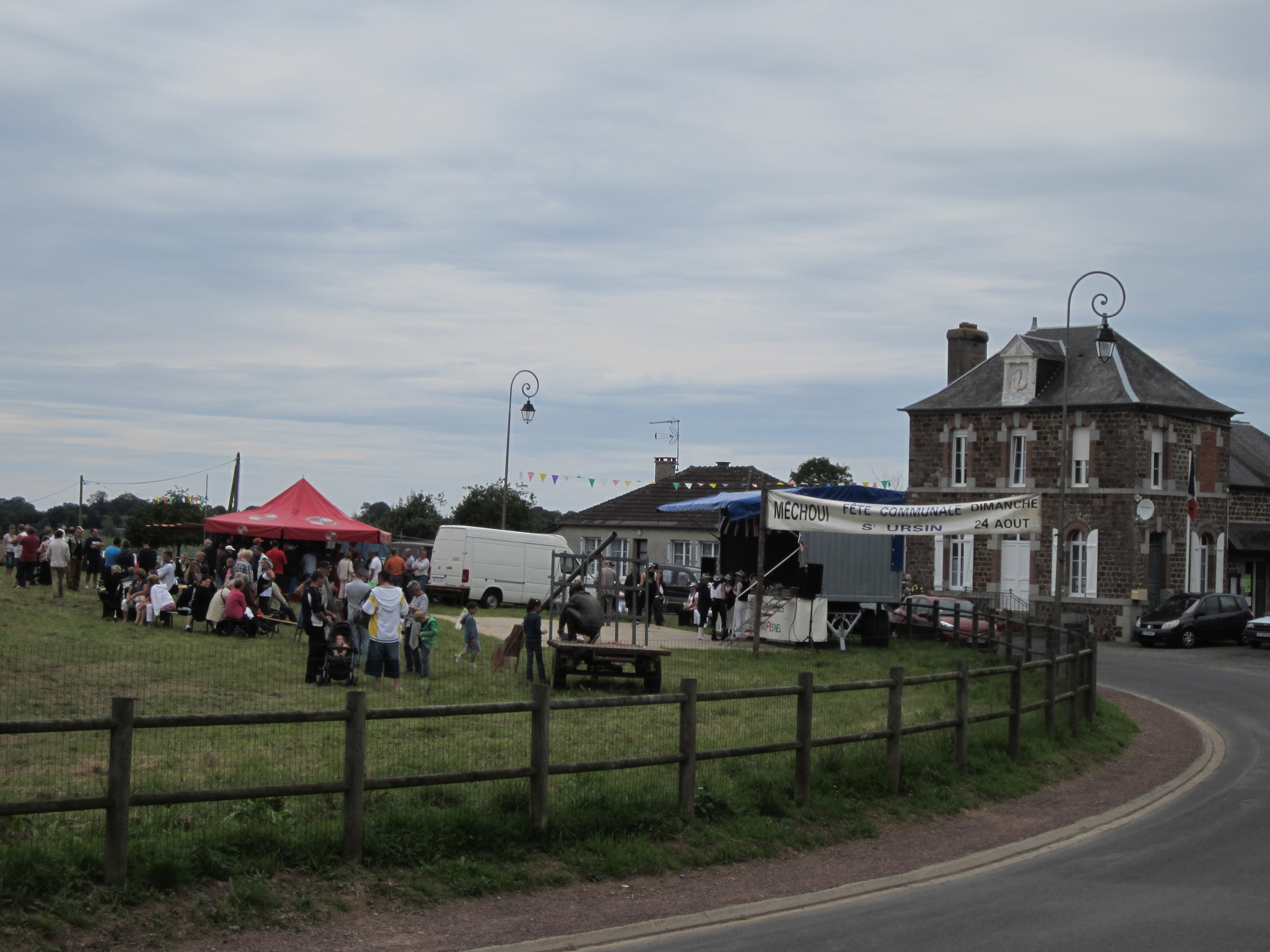
Fête communale.